# Młodość Lincolna
Młodość Lincolna (ang. Young Mr. Lincoln) – amerykański dramat biograficzny z 1939 roku w reżyserii Johna Forda. Zdjęcia plenerowe kręcono w Sacramento.
Film opowiadał o wczesnych latach życia Abrahama Lincolna, obejmując okres życia z lat 1832–1841.

## Obsada
Źródło: Filmweb
- Henry Fonda - Abraham Lincoln
- Arleen Whelan - Sarah Clay
- Alice Brady - Abigail Clay
- Marjorie Weaver - Mary Todd
- Eddie Quillan - Adam Clay
- Ward Bond - John Palmer Cass
- Milburn Stone - Stephen A. Douglas

i inni.